# 鄉村俱樂部上的飛機雲
《鄉村俱樂部上的飛機雲》是美國歌手、詞曲作家拉娜·德雷的第七張錄音室專輯，於2021年3月19日由新視鏡唱片和宝丽多唱片發行，前作為《諾曼去你的洛克威爾》。專輯原定標題《White Hot Forever》，由德芮和杰克·安东诺夫製作，另外曾與德芮在她先前錄音室專輯合作過的里克·諾爾斯也參與了製作。德芮在專輯中與美國歌手、詞曲作家澤拉·黛和威茲·布拉德合作，翻唱了1970年琼尼·米歇尔的歌曲〈無償〉。
德芮在2020年9月與《訪問》雜誌的採訪中表示，「專輯的很大一部分」都跟她「迷人的女性朋友」和「美麗的弟弟妹妹」有關。音樂雜誌《Mojo》2021年4月刊中，一則在2021年2月與德芮進行的採訪表示「2021年，（《鄉村俱樂部上的飛機雲》）為（德芮）備受爭議的紀實小說開啟了更為燦爛的一章，而民俗音樂傳奇人物琼·贝兹則支持了她走上神壇」，補充道專輯「揭露了一個更脆弱的德芮」，比起前作，她在此作中不再像是那個「洛城的威脅」（LA menace）且「更加單純的情緒化」。

## 背景
2019年8月30日，拉娜·德芮的第六張錄音室專輯《諾曼去你的洛克威爾》發行當天，她宣佈自己已經開始著手下一張專輯，並透露作品標題為《White Hot Forever》（意為「永遠白熱」）。大約9個月後，2020年5月25日，她在Instagram上發布了一連串影片，宣布標題改為《Chemtrails over the Country Club》（鄉村俱樂部上的飛機雲）。專輯原計劃在2020年9月5日發行，但後來透露專輯將延期發行，原因是疫情導致黑膠製作延遲，以及不確定是否要收錄歌曲〈Dealer〉。〈Dealer〉最終確定並未收錄於專輯中。
2020年8月7日，德芮在Instagram上發布了一部影片，包含了曲目〈吟唱塔爾薩〉的片段，後收錄入專輯。 2020年9月1日，她在Instagram上發布了一部影片，內容是她在佈景拍攝專輯同名歌曲〈鄉村俱樂部上的飛機雲〉的音樂錄影帶，並宣布她近期將會發布另一首歌《讓我像女人一樣愛你》，且進一步說明專輯在其後「很快」就將發行。〈讓我像女人一樣愛你〉於2020年10月16日作為《鄉村俱樂部上的飛機雲》的首支單曲發行。
單曲〈讓我像女人一樣愛你〉發行近兩月後，德芮在《吉米·法伦今夜秀》上用預錄影片表演了單曲，這是她九年來的第一次電視演出。幾天後，德芮在傑克·安多夫的同志盟友聯盟（Ally Coalition）才藝表演上表演了〈平安夜〉和〈讓我像女人一樣愛你〉。不久後，德芮在2020年12月22日發布了專輯同名歌曲的預告影片，並在影片最後透露歌曲將於2021年1月11日發行且專輯將開放預訂。
專輯第8首歌曲〈優聖美地〉原定收錄於德芮第5張錄音室專輯《渴望生活》（2017年），在2017年與贊恩·洛的一次採訪中，德芮說歌曲從《渴望生活》中移除了，原因是「這首歌過於快樂；還不到時候」。

## 專輯封面
2021年1月10日，單曲〈鄉村俱樂部上的飛機雲〉發行前一天，德芮在Twitter和Instagram上揭露了《鄉村俱樂部上的飛機雲》的專輯封面和曲目列表。 1月11日，零售商目標百貨和HMV揭露了獨佔版本唱片，且使用了由尼爾·克魯格（Neil Krug）拍攝的另外一張封面。

## 評論反應
| 綜合得分       | 綜合得分 |
| 來源           | 評分     |
| -------------- | -------- |
|                | 7.8/10   |
|                | 81/100   |
| 評論得分       |          |
| 來源           | 評分     |
| AllMusic       | [ 4 ]    |
| 《影音俱樂部》 | C+       |
| 《前音後果》   | B+       |
| 《娱乐周刊》   | B        |
| 《衛報》       | [ 50 ]   |
| 《獨立報》     | [ 51 ]   |
| 《新音乐快递》 | [ 52 ]   |
| 《Pitchfork》  | 7.5/10   |
| 《滾石》       | [ 54 ]   |
| 《每日电讯报》 | [ 55 ]   |

《鄉村俱樂部上的飛機雲》收到了音樂評論家的大量正面評價。在聚合主流出版物評價，並給出滿分為100分的標準分數的網站——Metacritic上，專輯得到了27則評論的平均分81分，評為「普遍稱讚」（universal acclaim）。而在蒐集來自超過50家媒體評論的網站AnyDecentMusic?上，專輯評分為7.8，滿分為10，基於23則評論。

## 曲目列表
| 《鄉村俱樂部上的飛機雲》（Chemtrails over the Country Club） | 《鄉村俱樂部上的飛機雲》（Chemtrails over the Country Club） | 《鄉村俱樂部上的飛機雲》（Chemtrails over the Country Club） | 《鄉村俱樂部上的飛機雲》（Chemtrails over the Country Club） |
| 曲序                                                         | 曲目                                                         | 词曲                                                         | 时长                                                         |
| ------------------------------------------------------------ | ------------------------------------------------------------ | ------------------------------------------------------------ | ------------------------------------------------------------ |
| 1.                                                           | 白色衣裳 White Dress                                         | 拉娜·德雷 杰克·安东诺夫                                      | 5:33                                                         |
| 2.                                                           | 鄉村俱樂部上的飛機雲 Chemtrails over the Country Club        | 德芮 安多夫                                                  | 4:31                                                         |
| 3.                                                           | 吟唱塔爾薩 Tulsa Jesus Freak                                 | 德芮 安多夫                                                  | 3:35                                                         |
| 4.                                                           | 讓我像女人一樣愛你 Let Me Love You like a Woman              | 德芮 安多夫                                                  | 3:21                                                         |
| 5.                                                           | 狂野之心 Wild at Heart                                       | 德芮 安多夫                                                  | 4:06                                                         |
| 6.                                                           | 暗黑心計 Dark but Just a Game                                | 德芮 安多夫                                                  | 3:55                                                         |
| 7.                                                           | 並非所有遊蕩都會迷失 Not All Who Wander Are Lost             | 德芮 安多夫                                                  | 4:07                                                         |
| 8.                                                           | 優聖美地 Yosemite                                            | 德芮 里克·諾爾斯 （ 英语 ： Rick Nowels）                               | 5:04                                                         |
| 9.                                                           | 慢慢分離 Breaking Up Slowly                                  | 德芮 安多夫 妮基·萊恩 （ 英语 ： Nikki Lane）                          | 2:57                                                         |
| 10.                                                          | 忘舞 Dance Till We Die                                       | 德芮 安多夫                                                  | 4:03                                                         |
| 11.                                                          | 無償 For Free（澤拉·黛和威茲·布拉德客串）                    | 琼尼·米歇尔                                                  | 4:11                                                         |
| 总时长：                                                     | 总时长：                                                     | 总时长：                                                     | 45:28                                                        |

## 製作人員
| 音樂家 - 拉娜·德雷：人聲 - 杰克·安东诺夫：鋼琴（1、2、4、5、9－11）、吉他（1－3、5－7、9－11）、貝斯（1、2、4－7、9－11）、鼓（1-6、10）、美樂特朗（2、5、6、10、11）、鍵盤（2）、十二弦原聲吉他（2、5－7）、合成器（3、5、6）、B型低音合成器（Model B synth-bass）（3）、打擊樂（3、4、6、10）、原聲吉他（4）、電吉他（4）、滑音管吉他（4）、（4）、音樂程式設計（programming）（4）、風琴（7）、羅茲電鋼琴（10） - 丹尼爾·希思（Daniel Heath）：弦樂（2） - 埃文·史密斯（Evan Smith）：法國號（2、5、10、11）、手風琴（10） - 里克·諾爾斯：原聲吉他（8）、鍵盤（8）、美樂特朗（8）、貝斯（8） - 亞倫·斯特灵（Aaron Sterling）：鼓（8）、打擊樂（8） - 崔佛·安田（Trevor Yasuda）：音效（8） - 妮基·萊恩：副人聲（9） - 米奇·弗里德·哈特（Mikey Freedom Hart）：踏板鋼棒吉他（9）、鋼琴（11）、吉他（11）、美樂特朗（11） - 威茲·布拉德：副人聲（11） - 澤拉·黛：副人聲（11） | 製作人和工程師 - 傑克·安多夫：製作（除8外）、混音（除8外） - 拉娜·德芮：製作（除4、8外） - 里克·諾爾斯：製作（8） - 勞拉·西斯克（Laura Sisk）：工程（除8外）、混音（除8外） - 基隆·孟席斯（Kieron Menzies）：工程（8）、混音（8） - 狄恩·里德（Dean Reid）：工程（8）、混音（8） - 崔佛·安田：工程（8） - 約翰·費（John Fee）：工程（8） - 約翰·魯尼（John Rooney）：工程助理（除8外） - 喬恩·謝爾（Jon Sher）：工程助理（除8外） - 克里斯·格林格：母帶後期製作 - 威爾·奎內爾（Will Quinnell）：母帶後期製作助理（4） |